# 越南工商股份商业银行
越南工商股份商业银行，通称Vietinbank（越南工商银行），越南国有的股份制商业银行。
该行数亿美元贷款的大客户包括越南国家油气集团、越南电力集团。

## 历史
该行前身是1991年创立（亦有档案记录为1988年）的越南工商银行（IncomBank）。
2000年，越南工商银行总资产为48.7万亿越南盾，存款40.7万亿盾，债务26.2万亿盾。其贷款主要发放给优先部门的大型政府项目，如邮政服务、通信、加工和建材，但也有非商业目的的贷款，如洪水救济和支援贫困学生的慈善基金。按照越南国有商业银行的运作模式，该行亦为不少利润微薄或亏损的国有企业不断提供资金。
2008年4月，其通称由IncomBank更变为Vietinbank。2009年7月，在胡志明市证券交易所上市。
2010年10月，同国际金融公司签订合作协议，建立战略合作伙伴关系。2012年12月，同日本三菱日联金融集团建立战略合作伙伴关系，并以7.43亿美元向其出售20%的股份。
截至2012年底，其市值为53.22万亿越南盾。